# Jaderná energetika v Česku

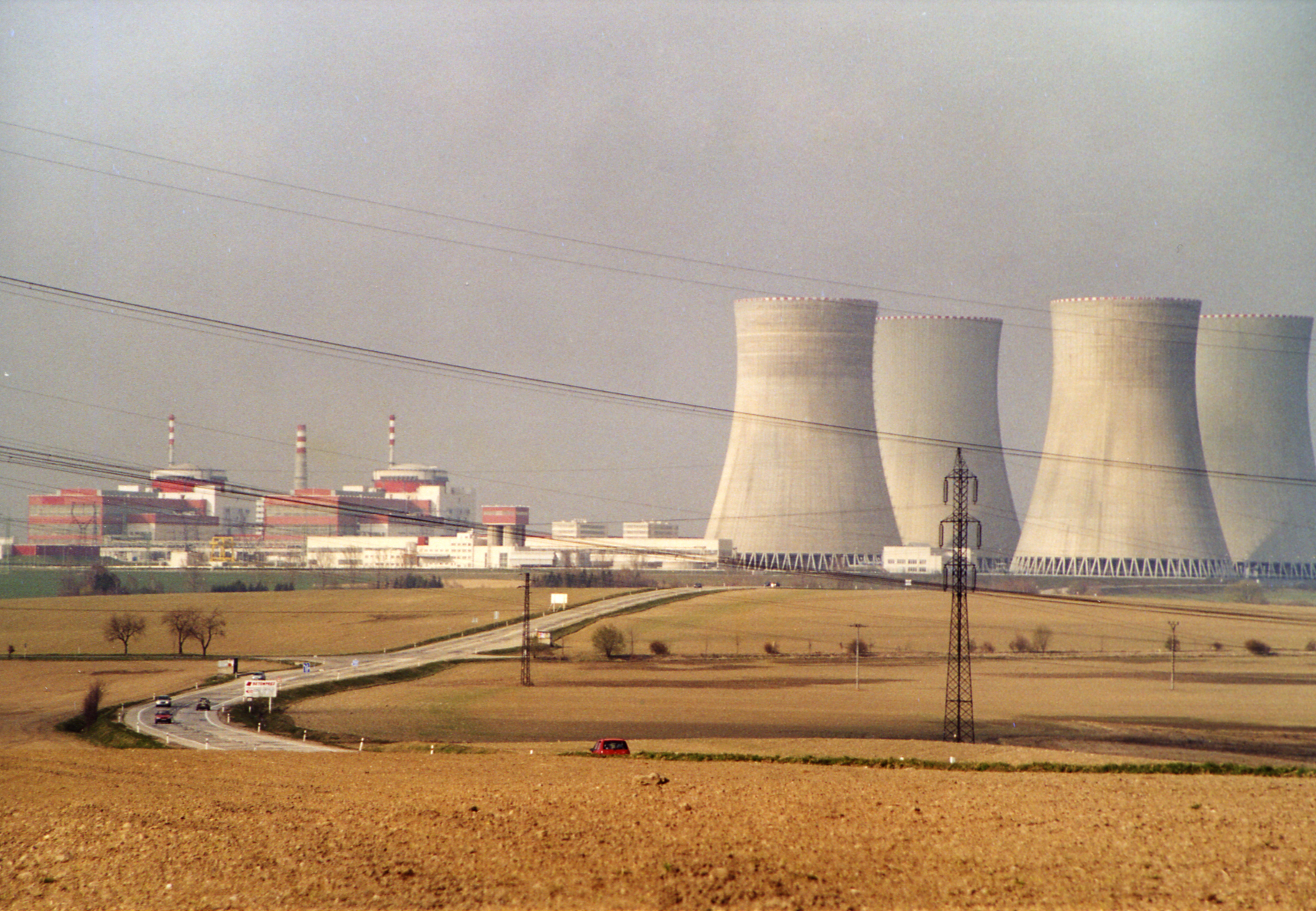
Jaderná elektrárna Temelín

Jaderná energetika v Česku se v roce 2024 zasloužila o 42 % veškeré vyrobené elektrické energie v zemi. To je více než dvojnásobek toho, než tomu bylo v roce 2000 (20 %). V roce 2017 bylo Česko na 13. místo na světě v podílu jádra v energetickém mixu země. V zemi se nachází 6 komerčních provozovaných jaderných reaktorů a 4 malé provozované výzkumné reaktory. Instalovaný výkon jaderných elektráren je 4290 MW.
Předpokládá se další rozvoj jaderné energetiky v Česku. Jihokorejská forma KHNP vyhrála zakázku na výstavbu dvou nových bloků JE Dukovany, každý o výkonu přibližně 1000 MW. První blok by měl být hotový v roce 2036 s předpokládanou 60% účastí českých firem. Smlouva obsahuje také opci na dostavbu JE Temelín vybudováním 2 zbývajících bloků.

## Historie

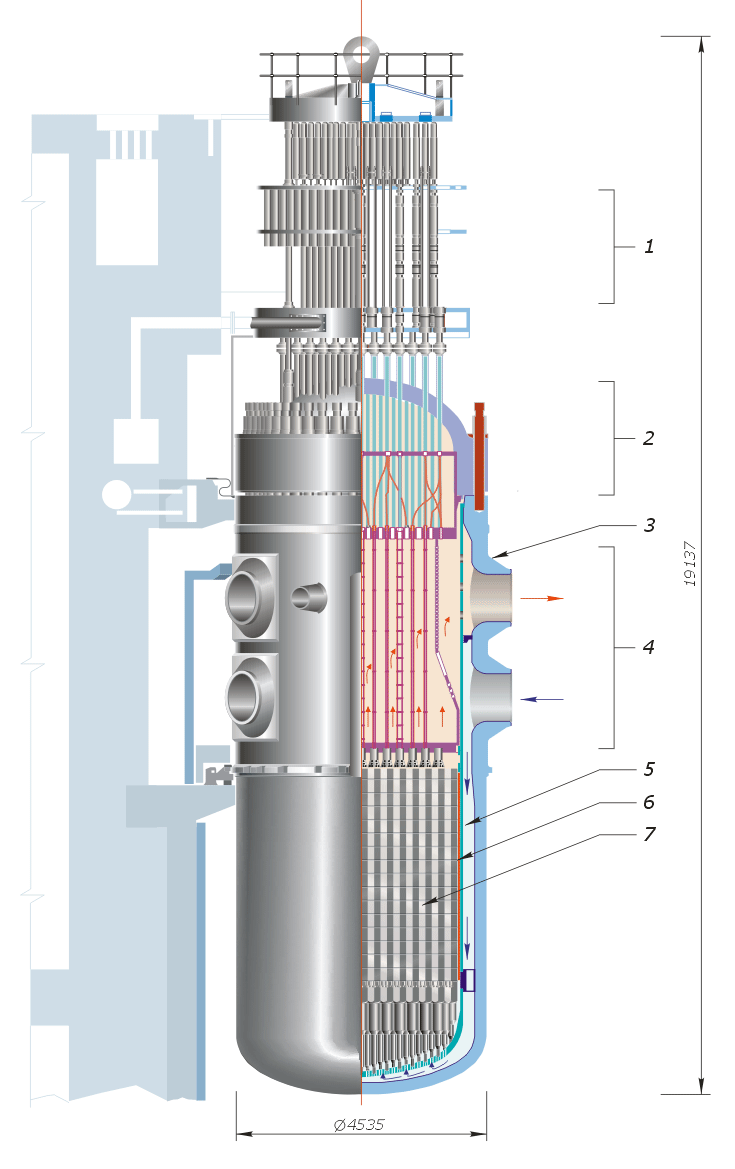
Reaktor VVER-1000

### Počátky
V roce 1956 bylo rozhodnuto o výstavbě prvního jaderného reaktoru v Československu, na území dnešního Slovenska v Jaslovských Bohunicích. Demonstrační těžkovodní reaktor československo-sovětské konstrukce KS-150 označovaný A1 byl zvolen, protože nevyžadoval obohacený Uran-235 a tím pádem byl konstrukčně i jednodušší. Jednalo se o reaktor o výkonu 110 MWe od společnosti Škoda, jehož výstavba trvala neočekávaných 16 let (probíhala v letech 1958–1972). V roce 1979[zdroj?] byl reaktor předčasně odstaven po dvou haváriích. Druhá havárie byla vážná, protože se kvůli ztrátě chladiva (oxidu uhličitého) částečně roztavila aktivní zóna. Havárie elektrárny A1 je někdy nadneseně označována jako „československý Černobyl“.
Od roku 1970 pokračovala na Slovensku v Jaslovských Bohunicích výstavba čtyř standardních reaktorů VVER-440, které byly uvedeny do provozu v polovině 80. let 20. století.

### Dukovany

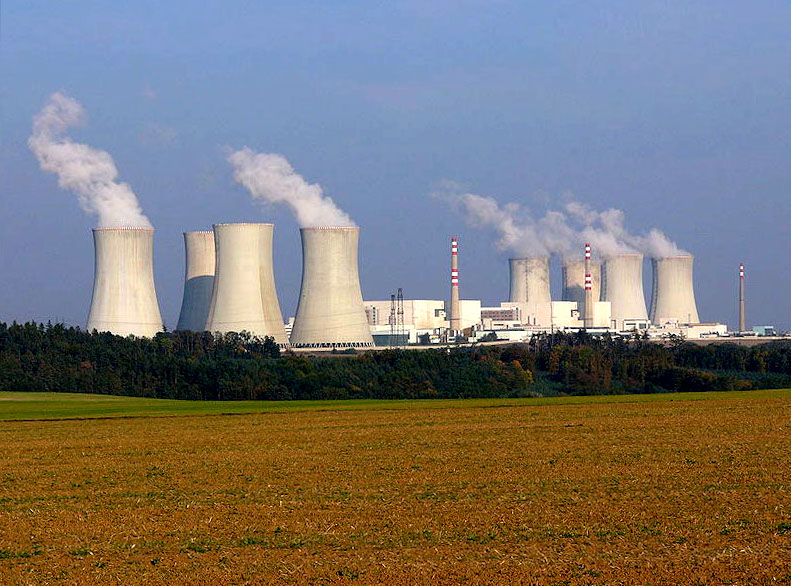
Jaderná elektrárna Dukovany

V roce 1970 bylo dosaženo dohody se SSSR o výstavbě reaktorů VVER-440 na území Československa. První dvojblok vývojového typu 230 byl postaven v Jaslovských Bohunicích pod označením V1, následně (již s modernějším vývojovým typem 213) JE Dukovany, Mochovce (obě po čtyřech blocích) a následně ještě dostavba dvou bloků v Jaslovských Bohunicích pod označením V2. Všechny tyto bloky mají projektovaný výkon 440 MW, který byl posléze navyšován na hodnoty přesahující 500 MW.
Jadernou elektrárnu Dukovany tvoří čtyři reaktory VVER-440. První reaktorový blok byl uveden do provozu v květnu 1985 a další tři do července 1987. V rámci zvyšování účinnosti a využití výkonových rezerv došlo ke zvýšení instalovaného výkonu z původních 4×440 MW na současných 4×512 MW. Elektrárna Dukovany současně splňuje veškeré požadavky na provoz jaderných elektráren, přičemž technologie i bezpečnostní systémy jsou neustále modernizovány. Na bezpečnost a spolehlivost konstantně dohlíží několik domácích i mezinárodních úřadů (SÚJB, MAAE, WANO a další). V roce 2017 elektrárna obdržela nové provozní licence pro všechny čtyři bloky na dobu neurčitou. Za celou dobu[kdy?] elektrárna Dukovany vyprodukovala přes 457 miliard kWh elektrické energie), což by se dalo přirovnat k současné spotřebě všech domácností na 29 let.

### Temelín
Na začátku 80. let 20. století bylo rozhodnuto o nahrazení typu VVER-440 za VVER-1000 ve všech v budoucnu postavených elektrárnách. První z nich byla zvolena elektrárna Temelín v Jižních Čechách s projektovaným výkonem zhruba 4000 MW – 4 × VVER-1000. Výstavba samotných bloků započala v roce 1987 a 4. blok měl být dokončen v roce 1997. Dne 1. března 1990 však vláda Petra Pitharta rozhodla o snížení počtu bloků na 2 a konzervaci základových spár bloků 3 a 4. I přes toto rozhodnutí došlo ke zpoždění dokončení stavby a zdvojnásobení výsledných investic (z 52 miliard Kčs na 98 miliard Kč).
Jaderná elektrárna Temelín vyrábí elektřinu ve dvou výrobních blocích s tlakovodními reaktory VVER 1000/320. Investiční záměr stavby byl vydán v únoru 1979 a v roce 1985 byl projekt zpracován Energoprojektem Praha. Stavba provozních objektů byla zahájena v roce 1987, ale po listopadu 1989 bylo v nových politických a ekonomických podmínkách rozhodnuto o snížení počtů bloků na dva. Dne 21. prosince 2000 začal první blok vyrábět elektřinu. Aktuálně elektrárna pracuje na výkon 2 x 1086 MW. Technologická voda je zajištěna z vodního díla Hněvkovice na Vltavě, jehož vybudování bylo součástí výstavby elektrárny.

### Další lokality
Celkově mělo v Československu stát až 8 jaderných elektráren, z toho 5 na území Česka. Po spuštění Temelína (1997) měla být v roce 1998 započata výstavba čtyřblokové jaderné elektrárny Blahutovice s plánovaným spuštěním prvního bloku v roce 2003. Další zvažované lokality byly Kecerovce (Slovensko), Tetov (Česko), Severní Čechy (Česko).

## Současnost a budoucnost

#### Využití odpadního tepla z jaderných elektráren
Původní projekty výstavby obou jaderných elektráren v Česku, nepočítaly s využitím části odpadního tepla z jejích chladících věží pro vytápění okolních měst. Situace se ale změnila zejména v souvislosti se snahou o snižování emisí CO2 a následně v roce 2022 s počátkem rusko-ukrajinského konfliktu, kdy se cena zemního plynu výrazně zvýšila a jeho dodávky se staly potenciálně nestabilními.
V říjnu 2023 byl uveden do provozu horkovod z jaderné elektrárny Temelín do Českých Budějovic a do října 2024 dodal Českým Budějovicím třetinu jejich celkové spotřeby tepla, denně dodal v průměrně 2,5 TJ tepla. Už delší dobu dodává teplo do blízké obce Týn nad Vltavou. Realizuje se obdobný projekt pro dodávku tepla z JE Dukovany do Brna.

#### Další bloky ve stávajících lokalitách
V roce 1991 byly vládou Petra Pitharta stanoveny územní limity těžby hnědého uhlí. Proto se podle státní energetické koncepce schválené usnesením české vlády č. 211 ze dne 10. března 2004 se mezi roky 2020 až 2025 počítalo s provozem dalšího 7. jaderného bloku a mezi roky 2025 a 2030 8. jaderného bloku. V roce 2006 však koaliční vláda Mirka Topolánka na nátlak Strany zelených v programovém prohlášení slíbila další výstavbu jaderných bloků nepodporovat. V roce 2008 byly druhou vládou Mirka Topolánka limity těžby hnědého uhlí potvrzeny a ve stejném roce tzv. Pačesova komise doporučila další rozvoj jaderné energetiky v Česku. Vláda Petra Nečase vzešlá ze sněmovních voleb v roce 2010 rozvoj jaderné energetiky následně opět podpořila a tento svůj postoj několikrát potvrdila i po havárii v JE Fukušima v Japonsku (březen 2011) a oznámení německé vlády Angely Merkelové o definitivním odstavení tamních jaderných elektráren (květen 2011).
V roce 2014 firma ČEZ zrušila zadávací řízení na dostavbu dvou bloků jaderné elektrárny Temelín, oficiálně protože vláda Bohuslava Sobotky odmítla finančně podporovat rozvoj jaderné energetiky. Neoficiálně protože po anexi Krymu bylo Rusko v nevýhodné pozici (včetně rizikové závislosti na Rusku) a tendr by vyhrála po vyřazení francouzské Arevy jediná zbývající firma v tendru – americký Westinghouse. Americký velvyslanec USA vyjádřil znepokojení. Na Slovensku bylo Rusko z dostavby Jaslovských Bohunic vyloučeno.
V květnu 2015 schválila vláda ČR Aktualizaci státní energetické koncepce (ASEK), která nahradila Státní energetickou koncepci z roku 2004. Dokument dává strategické zadání pro rozvoj české energetiky na dalších 25 let. ASEK také identifikuje mechanismy, které zabezpečují bezpečnost státu v zásobování energiemi. Navrhuje především větší diverzifikaci zdrojů a zájem na udržení stávající plné nezávislosti v oblasti dodávek tepla a elektřiny, ale bez významného vývozu vyrobené energie. Toho navrhuje docílit dalším rozvojem jaderné energetiky v České republice. V návaznosti na ASEK byl v červnu 2015 schválen Národní akční plán jaderné energetiky.[zdroj?]
V roce 2015 založila firma ČEZ společnosti Elektrárna Temelín II a Elektrárna Dukovany II, do který vyčlenila projekty nových bloků. V roce 2020 byla prioritou české vlády výstavba nových bloků JE Dukovany, která má před rokem 2040 částečně nahradit dosluhující stávající bloky. V červenci 2020 podepsal stát prostřednictvím Ministerstva průmyslu a obchodu s investorem smlouvy k novému jadernému zdroji v Dukovanech ve kterém dává stát investorovi garance na výstavbu zdrojů z důvodu vysoké nákladnosti investic do bezemisních zdrojů v Evropě a stát zvolil model financování v podobě návratné finanční výpomoci. Podle stávajícího harmonogramu má investor do konce roku 2024 vybrat hlavního dodavatele nového jaderného zdroje v Dukovanech a dojednat s ním smlouvu. Samotná stavba má začít v roce 2029, nový jaderný zdroj by měl být uveden do provozu v roce 2036.
V roce 2024 se vítězem tendru na dostavbu dvou bloků Dukovan stala jihokorejská společnost KHNP. Podle odhadů české vlády celkové náklady projektu dosáhnou 400 miliard korun. Smlouva obsahuje také opci pro dva nové bloky v Temelíně. V dubnu 2025 vláda schválila způsob financování stavby nových jaderných bloků v Dukovanech formou státní půjčky firmě EDU II. Stát bude v této firmě nově držet 80% podíl, za který společnosti ČEZ zaplatí 3,6 miliardy korun. Společnost EDU II bude následně po dokončení projektu půjčku postupně splácet po dobu 30 let. Půjčka podléhá schválení Evropské komise.

### Modulární reaktory
Kromě rozvoje dosavadních zdrojů se Česká republika podílí také na rozvoji zdrojů nových, zejména malých jaderných reaktoru (SMR). Společnost ČEZ uzavřela v letech 2019 a 2020 dohodu spolupráci na zkoumání a vývoji SMR se společnostmi NuScale a GE Hitachi Nuclear Energy. Dlouhodobě se výzkumu věnuje také dceřiná společnost Centrum výzkumu Řež. Ta v lednu 2020 obdržela patent na svůj malý modulární reaktor Energy Well a zahájila přípravu nejaderné experimentální jednotky reaktoru. ČEZ v březnu 2025 zakoupil 20% podíl ve společnosti Rolls-Royce SMR, který vyvíjí stejnojmenný SMR reaktor.
První SMR reaktor by chtěl ČEZ postavit v lokalitě Temelína, další by se měly stavět na území nynějších uhelných elektráren, například v Prunéřově nebo v Dětmarovicích. V květnu 2025 ČEZ předložila Ministerstvu životního prostředí oznámení, kterým odstartovala posouzení vlivu na životní prostředí (EIA) nového jaderného zdroje v lokalitě Elektrárny Tušimice. Z toho vyplývá, že tak musel učinit ještě před získáním podílu ve společnosti Rolls-Royce SMR. Plánovány jsou tři reaktory od této společnosti o hrubém výkonu 498 MW každý. MMR v Temelíně by měl být stejného typu.

## Odpor proti výstavbě
V Česku se sice proti jaderné energii staví řada aktivistických hnutí, např. Jihočeské matky nebo česká pobočka nadnárodní Greenpeace, většina obyvatelstva však rozvoj jaderné energie dlouhodobě podporuje. V roce 2022 se v průzkumu pro Sociologický ústav Akademie věd ČR vyjádřilo 56 % občanů pro to, aby se v budoucnu zvyšoval podíl jaderné energie na výrobě elektřiny v ČR. V roce 2023 se v témže průzkumu pro zvyšování podílu jaderné energie na výrobě elektřiny v ČR vyjádřilo 41 % občanů, 65 % občanů souhlasí s plánovaným projektem výstavby nového reaktoru v Dukovanech.

## Radioaktivní odpad
Jaderné elektrárny v Česku nemají žádné hlubinné úložiště pro vyhořelé jaderné palivo, které zůstane vysoce radioaktivní po desetitisíce let. JE Dukovany a JE Temelín mají střednědobá úložiště pouze pro použité palivo (tzv. mezisklady), které samy vyprodukují. Výstavba hlubinného úložiště je ve fázi výběru lokality. Vláda 21. prosince 2020 schválila výběr čtyř lokalit pro výstavbu úložiště. Finální rozhodnutí o primární a záložní lokalitě pro výstavbu by mělo být vybráno do roku 2030.
Úložiště jaderného odpadu musí být bezpečné nejméně po dobu 100 000 let. Náklady na jeho vybudování přesáhnou 100 miliard korun.

## Seznam reaktorů

### Seznam provozovaných energetických reaktorů na území dnešního Česka
| Název    | Umístění | Zkratka ENTSO-E | Typ           | Výkon (MWe) | Uvedení do provozu |
| -------- | -------- | --------------- | ------------- | ----------- | ------------------ |
| Dukovany | Dukovany | EDUK            | VVER-440/213  | 512         | 1985               |
| Dukovany | Dukovany | EDUK            | VVER-440/213  | 512         | 1986               |
| Dukovany | Dukovany | EDUK            | VVER-440/213  | 512         | 1986               |
| Dukovany | Dukovany | EDUK            | VVER-440/213  | 512         | 1987               |
| Temelín  | Temelín  | ETEM            | VVER-1000/320 | 1086        | 2000               |
| Temelín  | Temelín  | ETEM            | VVER-1000/320 | 1086        | 2002               |

### Seznam plánovaných energetických reaktorů na území dnešního Česka
| Název    | Umístění | Typ     | Výkon (MWe) | Uvedení do provozu |
| -------- | -------- | ------- | ----------- | ------------------ |
| Dukovany | Dukovany | APR1000 | 1050        | 2036               |
| Dukovany | Dukovany | APR1000 | 1050        | 2037/2038          |
| Temelín  | Temelín  | APR1000 | 1050        |                    |
| Temelín  | Temelín  | APR1000 | 1050        |                    |
| Temelín  | Temelín  | RR-SMR  | 498         |                    |
| Tušimice | Tušimice | RR-SMR  | 498         | nejdříve 2038      |
| Tušimice | Tušimice | RR-SMR  | 498         |                    |
| Tušimice | Tušimice | RR-SMR  | 498         |                    |